# Kamen Rider Revice
Kamen Rider Revice (仮面ライダーリバイス, Kamen Raidā Ribaisu?) es el título de la 32° temporada de la franquicia Kamen Rider, producida por Toei Company y emitida en TV Asahi desde el 5 de septiembre de 2021 al 28 de agosto de 2022. Destaca por formar parte de los festejos de celebración de los 50 años de la franquicia. El eslogan de la temporada es "El héroe y el demonio son un equipo de etiqueta... en otras palabras, ¡el más fuerte!" (ヒーローと悪魔が相棒タッグ... つまり最強!, Hīrō to akuma ga taggu... Tsumari saikyō!?)

## Argumento
En 1971, una expedición científica en América Latina condujo al descubrimiento de las Vistamps, artefactos que pueden extraer el demonio interior de una persona y los restos del primer deminio Giff. En el presente, los restos de Giff fueron robados por un culto demoníaco llamado Deadmans, una organización adoradora de los demonios que busca resucitarlo usando Proto Vistamps para convertir los demonios internos de la gente a su redil. Oponiéndose a Deadmans está una organización llamada Fenix, que desarrolló el Revice Driver para alguien que ha domesticado su demonio interior.
Por otro lado se encuentra la familia Igarashi que tiene una casa de baños, Happy Baths, y es una familia muy normal. Su hijo mayor, Ikki, es un individuo recto y apasionado al que le encanta ayudar a los demás. En el pasado, hubo momentos en que sentía que podía escuchar los susurros de un demonio en su cabeza, pero Ikki no les prestó atención.
Nada es más importante para Ikki que la familia, y Happy Baths es un lugar donde su familia y la gente del pueblo pueden reunirse. Sin embargo, la amenaza de desalojo para el desarrollo urbano se avecina.
Un día, Ikki se encuentra con monstruos atacantes liderados por Deadmans. El deseo incondicional de Ikki de proteger le ayuda a darse cuenta del demonio que ha estado viviendo en su cuerpo, y presta atención a sus susurros por primera vez. Para combatir el fuego con fuego, Ikki hace un contrato con el demonio Vice y Juntos, se transforman en dos Kamen Riders: Ikki como Kamen Rider Revi y Vice como Kamen Rider Vice. ¡Juntos, son Kamen Rider Revice!

## Personajes

### Riders
- Ikki Igarashi (五十嵐 一輝, Igarashi Ikki?)/Kamen Rider Revi (仮面ライダーリバイ, Kamen Raidā Ribai?): El mayor de los hijos Igarashi, administra la casa de baños de la familia, Happy Baths. Con su fuerte sentido de la rectitud y su voluntad de ayudar a los demás, nadie puede igualar los apasionados sentimientos de Ikki. No importa cuán difícil sea el desafío, sonreirá y declarará: "¡Déjamelo a mí!" Desde antes, podía escuchar los "susurros del demonio", pero no les prestó atención por desinterés. Sin embargo, su deseo de proteger a las personas de un ataque de Deadmans le hizo prestar atención a esos susurros por primera vez. Después de aceptar un contrato, Ikki puede transformarse en Kamen Rider Revi.[2]
- Vice (バイス, Baisu?)/Kamen Rider Vice (仮面ライダーバイス, Kamen Raidā Baisu?): Vice es un demonio tranquilo pero increíblemente molesto que vive dentro de Ikki. Al materializarse en forma de Kamen Rider Vice, es capaz de luchar contra Deadmans. Vice desea separarse de Ikki y tener su propio cuerpo. Si bien se burla de Ikki y, a veces, puede tener discusiones con él, su diálogo siempre es cómico.[3]
- Daiji Igarashi (五十嵐 大二, Igarashi Daiji?)/Kamen Rider Evil (仮面ライダーエビル, Kamen Raidā Ebiru?)/Kamen Rider Live (仮面ライダーライブ, Kamen Raidā Raibu?): Daiji es el segundo hijo de los niños Igarashi, tímido pero muy orgulloso. Tiene la mente lúcida, una gran capacidad física y un estudiante con honores. Daiji se ofrece como voluntario en Fenix, una organización dirigida en secreto por el gobierno, y se lanza a la lucha contra Deadmans. Sin mebargo, los celos y su complejo de inferioridad hacia Kamen Rider Revice dieron pie al despertar de su demonio interior: Kagero (カゲロウ, Kagerō?). Cuando Kagero se despertó dentro de Daiji, poseyó brevemente su cuerpo para robar uno de los Vistamp de Fenix para atraer a Kamen Rider Revice y sus aliados, mientras usaba a Hiromi como chivo expiatorio. Cuando Daiji se transforma por primera vez en un Kamen Rider, Kagero aprovecha para poseer por completo a su anfitrión, luego se une a Deadmans. Sin embargo, Daiji finalmente pudo liberarse de sus demonios después de que Ikki reafirmara su creencia en la propia fuerza de Daiji.[4]
- Hiromi Kadota (門田 ヒロミ, Kadota Hiromi?)/Kamen Rider Demons (仮面ライダーデモンズ, Kamen Raida Demonzu?): Es uno de los miembros de Fenix. Es un ex comandante impulsivo y serio que es degradado a líder de escuadrón por intentar usar el Revice Driver sin la capacitación adecuada. Hiromi es un miembro decidido y serio de Fenix que se dedica a proteger a las personas. Aunque su sentido de la justicia es genuino, Hiromi puede ser propenso a cometer errores y tomar decisiones imprudentes. A pesar de estos contratiempos, está dispuesto a cumplir con sus superiores y continúa cooperando con Ikki Igarashi para detener a los Deadmans. Después de la muerte de Wakabayashi es ascendido a comandante de Fenix[5]
- Sakura Igarashi (五十嵐 さくら, Igarashi Sakura?)/Kamen Rider Jeanne (仮面ライダージャンヌ, Kamen Raidā Jan'nu?): Sakura, la menor de los tres hermanos, es una persona amable. Pero como estudiante de secundaria en el apogeo de la adolescencia, trata de jugar con calma. Como practicante de karate, tiene una gran mente, cuerpo y espíritu, por lo que oculta que tiene un potencial aún mayor que sus hermanos mayores.[6]
- Genta Igarashi (五十嵐源太, Igarashi Genta?)/Kamen Rider Vail (仮面ライダーベイル, Kamen Raidā Beiru?)/Kamen Rider Destream (仮面ライダーデストリーム, Kamen Raidā Desutorīmu?): Es el padre de los hermanos Igarashi y el esposo de Yukimi Igarashi. Genta sueña con hacerse rico rápidamente convirtiéndose en un creador de contenido para un sitio para compartir videos y encaja completamente con el estereotipo de un padre inútil. Sin embargo, su amor por su familia es real. Su verdadero nombre es Junpei Shiranami (白波 純平, Shiranami Junpei?),un hombre desdichado que fue sujeto de experimentos por un instituto de investigación científica, quienes le realizaron un trasplante de corazón para salvar su vida y le implantaron ADN del demonio Giff, convirtiéndolo en el candidato perfecto para usar el Vail Driver. No tiene ningún recuerdo de su pasado, a excepción de los recuerdos de sus padres asesinados por un demonio. Junpei juró venganza y despertó a su demonio interior, Vail. Se dedicó a luchar contra los demonios, pero las batallas solo dejaban un vacío en su corazón. Durante una batalla que lo dejó enterrado bajo los escombros, Junpei fue salvado por una joven llamada Yukimi Igarashi, quien lo llevó a la casa de baños familiar Happy Spa y le ofreció comida y descanso. Como no podía recordar su nombre, Yukimi lo rebautizó como "Genta". Junpei cambiaría legalmente su identidad a Genta y ayudaría a administrar Happy Spa con ella, luego tuvo tres hijos, Ikki, Daiji y Sakura. Después de que Vail reapareciera, Genta volvería a ser víctima de la posesión del demonio y se convertiría en anfitrión de Kamen Rider Vail. Luego de sobrevivir a la influencia de su demonio, se convierte en Kamen Rider Destream para luchar contra su influencia.[7]
- Hikaru Ushijima (牛島 光, Ushijima Hikaru?)/Kamen Rider Over Demons I ((仮面ライダーオーバーデモンズ, Kamen Raidā Ōbā Demonzu?): Es uno de los clientes frecuentes de Happy Bath. Inicialmente, Hikaru mostró una personalidad bastante típica de un joven adolescente de su edad. Después se revela que es miembro de Weekend, un grupo de resistencia clandestino que se opone a Fenix, ya que los culpa del surgimiento de los demonios. Inicialmente se volvió más misterioso pero profesional con Sakura ya que deseaba reclutarla para la organización. Sin embargo, después de haber sido su guardaespaldas desde que se convirtió en Jeanne durante tanto tiempo, Hikaru comenzó a ser sobreprotectora con ella cuando se trataba de su seguridad. En última instancia, se acumuló en él queriendo convertirse en un Rider para poder luchar a su lado.[8]
- Gō Tamaki (玉置 豪, Tamaki Gō?)/Kamen Rider Over Demons II ((仮面ライダーオーバーデモンズ, Kamen Raidā Ōbā Demonzu?):: Es un ex estudiante de secundaria y exmiembro de Deadmans que operaba bajo el nombre de Julio (フリオ, Furio?), Es un chíco tímido y solitario que se unió a los Deadmans al sentirse traicionado por su único amigo. Una vez que Olteca revela que Aguilera es un sacrificio para revivir a Giff, Julio deserta de los Deadmans junto con ella. Después de ser derrotado por Ikki, vuelve a ser un humano normal y reanuda su vida como Gō Tamaki mientras busca ayudar a Aguilera. Eventualmente sucede a Hikaru como el nuevo Kamen Rider Over Demons[9]
- Hana Natsuki (夏木 花, Natsuki Hana?)/Kamen Rider Aguilera (仮面ライダーアギレラ, Kamen Raidā Agirera?): es una joven que fue criada como Aguilera (アギレラ, Agirera?), la reina bellamente diabólica que gobernaba Deadmans. Si bien más tarde se entera de que se convertirá en un sacrificio para Giff, con su cuerpo convirtiéndose en su recipiente, inicialmente acepta su destino hasta que Fenix ataca la base de Deadmans. Después de escapar, se transforma en un Deadman para evitar ser la recipiente de Giff. Luego de ser liberada de la influencia de Giff por Sakura, recupera su personalidad y se une a la lucha contra Giff[10]
- George Karizaki (ジョージ・狩崎, Jōji Karizaki?)/Kamen Rider Juuga (仮面ライダージュウガ, Kamen Raidā Juuga?): Es un investigador de Fenix y el creador del Revice Driver. George es un científico sensato que es ingenioso para manejar una situación terrible. También es un superfanático de Kamen Rider, que, aunque parezca infantil, también es parte de lo que él ve como un experimento para crear el Kamen Rider definitivo. Debido a esto, hará cualquier cosa para lograr su agenda. Después de la muerte de su padre, George se convierte en Kamen Rider Juuga en un intento de librar al mundo de Kamen Riders con el poder de los demonios.[11]

### Aliados
- Yukimi Igarashi (五十嵐幸実, Igarashi Yukimi?): Es la madre de los hermanos Igarashi y la esposa de Genta Igarashi. Como madre de tres hijos, ama profundamente a su familia y los cuida de manera estricta pero amable. Su dicho es: "Pase lo que pase, los humanos pueden recuperarse con un baño caliente".
- Shozo Irabu (伊良部 正造, Irabu Shōzō?): es un cliente habitual de Happy Spa. Estaba bajo el cargo de capitán de las fuerzas armadas que supervisaba a Junpei Shiranami, quien luchó día y noche como Kamen Rider Vail. Gradualmente, mostró vergüenza por el trato que le dio a Junpei debido a la severidad de los experimentos. Cuando Junpei abandonó brevemente la organización, Irabu lo rastreó y detuvo a Junpei, junto con Yukimi Igarashi. Cuando se ordenó que Junpei fuera eliminado, Irabu rompió su tapadera y lo rescató a él y a Yukimi. Sin embargo, se convirtió en testigo de la posesión de Junpei por parte de Vail, lo que obligó a Masumi Karizaki a sellar al demonio dentro del Demons Driver. Posteriormente, Irabu permaneció cerca de la pareja Igarashi después de que Junpei se convirtiera en "Genta Igarashi". Desde entonces, ha sido un cliente habitual de Happy Spa, conocido cariñosamente como "Sr. Bu".
- Masumi Karizaki (狩崎 真澄, Karizaki Masumi?): es un ex investigador que creó los Vistamps. Después de fingir su muerte mientras intentaba sellar a Vail, fundó Weekend y mantuvo su existencia en secreto, incluso de su propio hijo, George Karizaki.
- Yujiro Wakabayashi (若林優次郎, Wakabayashi Yūjirō?): Era el comandante en jefe de Fenix y ex oficial superior de Hiromi Kadota, hasta que fue asesinado por Chameleon Deadman y su identidad fue suplantada. Parece ser de mal genio y tiene poca tolerancia al fracaso.

### Villanos
- Deadmans (デッドマンズ, Deddomanzu?): son un culto demoníaco que ha estado activo durante cincuenta años cuyo principal objetivo es revivir al progenitor de todos los demonios.
  - Giff (ギ フ?): es el principal antagonista de Kamen Rider Revice. Él es el progenitor misterioso de todos los demonios sellados dentro de un sarcófago descubierto en las ruinas sudamericanas. Giff se convirtió en una pieza central importante para los Deadmans. En parte de su búsqueda para revivirlo, Giff requirió sacrificios humanos, antes de revivir por completo en forma humanoide.
  - Hideo Akaishi (赤石 英雄 Akaishi Hideo?): es el director de Fenix, quien en secreto también es el fundador de Deadmans. Es el sirviente milenario de Giff que busca asegurar la supervivencia de la humanidad haciéndolos subordinados a Giff.
  - Olteca (オルテカ, Oruteka?): Es la mano derecha de Aguilera. Para resucitar a los demonios que adoran los Deadmans, busca a los humanos con los pensamientos más malvados y les da Vicestamps para que los usen, dando a luz a nuevos monstruos. Él revela finalmente que es el verdadero líder del culto y que Aguilera iba a ser un sacrificio para Giff. A pesar de su poder, fue derrotado por Kamen Rider Revice y encontró su fin cuando fue absorbido por Giff para que este último pudiera despertar. Su verdadero  nombre era Makoto Hatsushiba (初芝 真, Hatsushiba Makoto?)
  - Chameleon Deadman (カメレオン・デッドマン, Kamereon Deddoman?): Es un miembro de Deadmans capaz de cambiar de forma,es el responsable de asesinar al anterior comandante de Fenix, Yujiro Wakabayashi, y suplantarlo para evitar sospechas. Es un hombre extremadamente cruel y manipulador sin remordimientos ni empatía. Al igual que los otros Deadman, está totalmente motivado para convertirse en un sacrificio para Gifu y nada lo haría cambiar de opinión. También muestra signos de ser una persona muy insegura, ya que les dice abiertamente a sus aliados que no le gusta su apariencia original y prefiere seguir copiando a Wakabayashi incluso después de que todos en Fenix han descubierto la verdad sobre su identidad.

## Lista de Episodios
1. ¡Familia! ¡Contrato! ¡El diablo susurra! (家族！契約！悪魔ささやく！, Kazoku! Keiyaku! Akuma Sasayaku!?)[12]
2. ¿¡El diablo es solo un chico malo!? (悪魔はあくまで悪いやつ!?, Akuma wa Akumade Warui Yatsu!??)[13]
3. Problemas de rehenes, ¿¡qué hacer hermano!? (人質トラブル、どうする兄弟!?, Hitojichi Toraburu, Dousuru Kyōdai!??)[14]
4. ¡No hay suficiente amor! ¡Ha nacido un diablo peligroso! (足りない愛情！アブナイ悪魔誕生！, Tarinai Aijō! Abunai Akuma Tanjō!?)[15]
5. ¡El rider reformador del mundo! ¿¡Quién es el traidor!? (世直しライダー！裏切り者は誰だ！？, Yonaoshi Raidā! Uragirimono wa Dareda!??)[16]
6. ¡La verdadera identidad del mal! ¿¡Espectáculo impactante!? (世直しライダー！裏切り者は誰だ！？, Yonaoshi Raidā! Uragirimono wa Dareda!??)[17]
7. ¿¡Hurto!? ¿¡Patineta!? ¡Soy Kagero! (窃盗！？スケボー！？俺はカゲロウ！, Settō!? Sukebō!? Ore wa Kagerō!?)[18]
8. Descanso familiar ¿¡cielo e infierno!? (家族の休息、天国と地獄！？, Kazoku no Kyūsoku, Tengoku to Jigoku!??)[19]
9. ¡Kagero fugitivo! Hermanos Igarashi... ¿¡Colapso!? (カゲロウ暴走！五十嵐兄弟…崩壊！？, Kagerō Bōsō! Igarashi Kyōdai…Hōkai!??)[20]
10. Hermano mayor y menor, el corazón que cree (兄と弟、信じる心, Ani to Otōto, Shinjiru Kokoro?)[21]
11. Sakura invencible, poder para qué propósito (無敵のさくら、何のための力, Muteki no Sakura, Nani no Tame no Chikara?)[22]
12. ¿¡La debilidad es fuerza!? ¡La invencible Jeanne! (弱さは強さ！？無敵のジャンヌ！, Yowasa wa Tsuyosa!? Muteki no Jan'nu!?)[23]
13. ¡La llamada cercana de Fenix! (フェニックス危機一髪！, Fenikkusu Kikiippatsu!?)[24]
14. ¿El comandante es... un deadman? (司令官は…デッドマン！？, Shirei-kan wa… Deddoman!??)[25]
15. ¡Erradicar! ¡Confrontación! ¡Deadmans! (撲滅！対決！デッドマンズ！, Bokumetsu! Taiketsu! Deddomanzu!?)[26]
16. Deseo de proteger... ¡El tiempo de los tres hermanos Igarashi! (守りたい想い…時代は五十嵐三兄妹！, Mamoritai Omoi… Jidai wa Igarashi San Kyōdai!?)[27]
17. Profundizando la traición, el verdadero valor de los amigos (裏切りの深化、バディの真価, Uragiri no Shinka, Badi no Shinka?)[28]
18. La trayectoria del amigo, un milagro de fuego y hielo (バディの軌跡、炎と氷の奇跡, Badi no Kiseki, Honō to Kōri no Kiseki?)[29]
19. ¿¡Advertencia de demonios, asedio de Hiromi!? (デモンズ注意報、ヒロミ包囲網！？, Demonzu Chūihō, Hiromi Hōi-mō!??)[30]
20. Despiadado y temporal, el precio de la transformación (非情で無常な、変身の代償, Hijōde Mujōna, Henshin no Daishō?)[31]
21. Poner mi vida, confiar mis sentimientos (我が命をかけて、想いを託して, Waga Inochi o Kakete, Omoi o Takushite?)[32]
22. Slam-Bang... ¿¡Kukikaidan!? (ドッタンバッタン…空気階段！？, Dottanbattan… Kūki Kaidan!??)[33]
23. Vice se hace cargo... ¿¡Traición después de todo!? (バイスが乗っ取り…やっぱり裏切り！？, Baisu ga Nottori… Yappari Uragiri!??)[34]
24. ¡Traigan de vuelta al Dr. Karizaki! ¡Operación inversa! (狩崎博士の戻せ！あべこべ大作戦！, Karizaki Hakase no Modose! Abekobe Dai Sakusen!?)[35]
25. ¡Reanimar! Vail!? Memorias de la familia Igarashi (よみがえる！ベイル！？五十嵐家の記憶, Yomigaeru! Beiru!? Igarashi-ka no Kioku?)[36]
26. ¡Confrontación! ¿¡Despedida!? El fin de la oscuridad y la luz (対決！決別！？闇と光の結末, Taiketsu! Ketsubetsu!? Yami to Hikari no Ketsumatsu?)[37]
27. ¡Para! Alboroto del tirano y fugitivo violento (止めろ！暴君の暴挙と暴力の暴走, Yamero! Bōkun no Bōkyo to Bōryoku no Bōsō?)[38]
28. ¡Más allá del miedo, el vendaval y el trueno! ¡Cree en ti mismo y conviértete en uno! (怖れを超えて疾風迅雷！己を信じ一心同体！, Osore o Koete Shippūjinrai! Onore o Shinji Isshindōtai!?)[39]
29. ¡Arranque! ¡Recuerdo de Hiromi! (クランクイン！メモリー・オブ・ヒロミー！, Kurankuin! Memorī Obu Hiromī!?)[40]
30. Seiyu! ¡Dime! Las secuelas de la juventud (声優！SAYセイ MEミー！青春のあとしまつ, Seiyū! Sei Mī! Seishun no Ato Shimatsu?)[41]
31. Guía ilusoria, sueño después (幻想の導き、夢のあとさき, Gensō no Michibiki, Yume no Atosaki?)[42]
32. Paradero perdido, orgullo de la reina (失った居場所、女王のプライド, Ushinatta Ibasho, Joō no Puraido?)[43]
33. ¿¡La rebelión de Lovekov!? resolución de sakura (ラブコフ反抗！？さくらの覚悟, Rabukofu Hankō!? Sakura no Kakugo?)[44]
34. El demonio está llamando al demonio (悪魔が悪魔を呼んでいる, Akuma ga Akuma o Yonde Iru?)[45]
35. Amenaza desconocida, el camino que debemos seguir (未知なる脅威、人の進むべき道, Michinaru Kyōi, Hito no Susumubeki Michi?)[46]
36. La humanidad en la encrucijada, su determinación (岐路に立つ人類、それぞれの決意, Kironitatsu Jinrui, Sorezore no Ketsui?)[47]
37. ¡Inevitable batalla feroz! ¡La misión decisiva de recaptura de demonios! (岐路に立つ人類、それぞれの決意, Kironitatsu Jinrui, Sorezore no Ketsui?)[48]
38. ¡Padre e hijo tejiendo juntos! ¡La última revisión! (父と子が紡ぐ！究極のリバイス！, Chichi to Ko ga Tsumugu! Kyūkyoku no Ribaisu!?)[49]
39. Esperanza y desesperación, el conflicto entre tres hermanos (希望と絶望、三兄妹の葛藤, Kibō to Zetsubō, San Kyōdai no Kattō?)[50]
40. La Familia o el Mundo... ¡Pelea de Hermanos del Alma! (家族か世界か…魂の兄弟喧嘩！, Kazoku ka Sekai ka…Tamashī no Kyōdai Genka!?)[51]
41. ¡La verdadera intención del padre, la determinación del hijo! (父の真意、息子の決意！, Chichi no Shin'i, Musuko no Ketsui!?)[52]
42. ¡Batalla feroz! Crimson Vail y Destream (激バトル！紅きベイルとデストリーム, Geki Batoru! Akaki Beiru to Desutorīmu?)[53]
43. El fin de la eternidad, donde conduce el arrepentimiento (永遠の終わり、後悔の向かう先, Eien no Owari, Kōkai no Mukau Saki?)[54]
44. Poner mi cuerpo y mi alma, el paradero de la decisión (全身全霊をかけて、決断の行方, Zenshinzenrei o Kakete, Ketsudan no Yukue?)[55]
45. Pesadilla interminable, protectores y protegidos (終わらぬ悪夢、守る者と守られる者, Owaranu Akumu, Mamoru Mono to Mamorareru Mono?)[56]
46. Coraje para enfrentarse... ¿Qué es lo que realmente se debe proteger? (向き合う勇気…真に護るべきものは何？, Mukiau Yūki… Shin ni Mamorubeki Mono wa Nani??)[57]
47. La rebelión de Karizaki, el precio de la transformación (狩崎の反乱、変身の代償 Karizaki no Hanran, Henshin no Daishō?)[58]
48. ¡Prueba de determinación! Este es... ¡El entrometido No. 1 de Japón! (覚悟の証明！これが…日本一のお節介！, Kakugo no Shōmei! Kore ga… Nihon'ichi no Osekkai!?)[59]
49. Al final de la batalla... Solo queda el demonio (戦いの果て…残ったのは悪魔だけ, Tatakai no Hate… Nokotta no wa Akuma dake?)[60]
50. Familia hasta el final, hasta el día en que nos volvamos a encontrar (あくまで家族、いつかまた会う日まで, Akumade Kazoku, Itsuka Mataauhimade?)[61]

### Películas
- Kamen Rider Revice: Battle Familia (劇場版 仮面ライダーリバイス バトルファミリア, Gekijōban Kamen Raidā Ribaisu: Batoru Famiria?): Estrenada el 22 de julio de 2022
- Kamen Rider Geats × Revice: Movie Battle Royale (仮面ライダーギーツ×リバイス MOVIE バトルロワイヤル, Kamen Raidā Gītsu × Ribaisu Mūbī Batoru Rowaiyaru?): Especial para video que actúa como epílogo de la serie, además de ser un crossover con su serie sucesora Kamen Rider Geats y Kamen Rider Ryuki. Estrenado el 23 de diciembre de 2022

## Reparto
- Ikki Igarashi: Kentaro Maeda
- Vice: Subaru Kimura
- Daiji Igarashi/Kagero: Wataru Hyuga
- Hiromi Kadota: Junya Komatsu
- Sakura Igarashi: Ayaka Imoto
- Genta Igarashi: Shigeyuki Totsugi
- Hikaru Ushijima : Tomoya Oku
- Go Tamaki: Kurodo Hachijōin
- Hana Natsuki: Yui Asakura
- George Karizaki: Noritaka Hamao
- Yukimi Igarashi: Kurara Emi
- Shozo Irabu: Yutaka Saigo
- Masumi Karizaki: Shinshu Fuji
- Yujiro Wakabayashi: Kazuya Tanabe
- Giff: Kazuhiko Inoue
- Hideo Akaishi: Jun Hashimoto
- Olteca: Hayata Seki
- Chameleon Deadman: Ayumu Kato
- Narrador, Voz del Revice Driver: Shingo Fujimori

## Temas musicales

### Tema de entrada
- "liveDevil"
  - Letra: Shōko Fujibayashi
  - Música MUSOH, STEVEN LEE y SLIPKID
  - Intérprete: Da-iCE ft. Subaru Kimura

### Tema de cierre
- "liveDevil"
  - Letra: Shōko Fujibayashi
  - Música MUSOH, STEVEN LEE y SLIPKID
  - Intérprete: Da-iCE ft. Subaru Kimura